# آلیسین
آلیسین (به انگلیسی: Allicin) با فرمول شیمیایی C6H10OS2یک ترکیب شیمیایی با شناسه پاب‌کم 65036 است. که جرم مولی آن ۱۴۵٫۱۵۶ گرم بر مول می‌باشد.

## ویژگی‌ها
آلیسین یک ترکیب طبیعی سولفوری (آرگانوسولفور-organosulfur) می‌باشد که از گیاه سیر به دست می‌آید. آلیسین دارای خواص آنتی‌بیوتیکی بی‌شماری از جمله اثرات ضد ویروسی، باکتری، انگلی و قارچی می‌باشد.
آلیسین اولین بار توسط چستر جی کاوالیتو و جان های بایلی در سال ۱۹۴۴ از سیر استخراج و خالص‌سازی شد و بر روی آن تحقیقات صورت گرفت.
از ترکیبات سیر، آلئین، آلیسین، اسیدهای آلی، کربوهیدارت و ویتامین‌ها را می‌توان نام برد که مهم‌ترین خواص سیر مربوط به آلیسین می‌باشد، آلیسین یک ترکیب روغنی، و با رنگ زرد روشن می‌باشد که عطر خاص سیر را به وجود می‌آورد. به آلیسین روغن سیر هم گفته می‌شود که خواص ضد میکروبیِ سیر مربوط به همین ترکیب است. این ترکیب بخش عمده‌ای از خواص آنتی‌بیوتیکی خود را از طریق مهار اختصاصی آنزیم استیل کولین A سنتتاز، ایفا می‌کند؛ به طوری که با مهار این آنزیم، موجب مهار بیوسنتز لیپید و اسیدهای چرب شده و در نهایت باعث اختلال در قابلیت زیستی میکروارگانیسم‌ها می‌شود.
یکی از خصوصیات مهم آلیسین قابلیت نفوذپذیری و عبور از فسفولیپیدهای غشا است که به همین دلیل می‌تواند آزادانه از غشا عبور کرده و وظایف خود را انجام دهد.
آلیسین ماده‌ای است که باعث جلوگیری از ریزش موی سر می‌شود. در رابطه با تأثیر آلیسین بر روی موی سر باید گفت که این ماده می‌تواند جریان خون به پوست سر را افزایش داده و فولیکول‌های آسیب‌دیدهٔ مو را احیا کند و باعث جلوگیری از ریزش مو شود. در برخی از موارد نیز عامل ریزش مو، باکتری‌ها یا قارچ‌های ناشناختهٔ روی پوست سر می‌باشند. آلیسین طبق خاصیت ضد میکروبی ذکر شده در بالا می‌تواند این باکتری‌ها را کشته و باعث جلوگیری از ضعیف شدن و آسیب موی سر گردد.